# Пёт (село)
Пёт — село в Чучковском районе Рязанской области. Входит в состав Пертовского сельского поселения.

## География
Село находится в восточной части Рязанской области, на левом берегу реки Пятша, на расстоянии примерно 8 км (по прямой) к северу от посёлка городского типа посёлка Чучково, административного центра района.

## История
Село было отмечено на карте 1850 года как поселение с 15 дворами. Отмечено также на карте 1941 года (без названия).

## Население
| 1981 | 2010 |
| ---- | ---- |
| 120  | ↘0   |

### Национальный состав
Согласно результатам переписи 2002 года, в национальной структуре населения русские составляли 75 % из 8 чел.